# Молодіжний провулок (Мелітополь)
Молодіжний провулок — вулиця в Мелітополі в історичному районі Новий Мелітополь. Поєднує вулицю Академіка Корольова з Молодіжною вулицею. Забудована приватними будинками.

## Історія
Спочатку провулок носив ім'я Мікояна, на честь радянського державного діяча Анастаса Мікояна.
29 жовтня 1957 був перейменований на Молодіжний провулок. Одночасно сусідня вулиця Мікояна була перейменована на Молодіжну вулицю.